# Filmhøjskolen Møn
Filmhøjskolen Møn er en dansk folkehøjskole i Stege på Møn, som har fokus på tekstforfatning, lyddesign og filminstruktion.